# Fidel Ortiz
Fidel Ortiz (n. 10 octombrie 1908, Ciudad de México, Mexic – d. 9 septembrie 1975, Ciudad de México, Mexic) a fost un boxer ce a reprezentat Mexic, medaliat olimpic. A participat la 2 ediții ale Jocurilor Olimpice (1928, 1936) în care a câștigat o medalie de bronz.